# Gare de Keisei Takasago
La gare de Keisei Takasago (京成高砂駅, Keisei-Takasago-eki) est une gare ferroviaire située dans l'arrondissement de Katsushika à Tokyo au Japon. Cette gare est exploitée par les compagnies Keisei et Hokuso-Railway.

## Situation ferroviaire
Gare d'échange, la gare de Keisei Takasago est située au point kilométrique (PK) 12,7 de la ligne principale Keisei. Elle marque le début des lignes Aéroport de Narita, Kanamachi et Hokusō.

## Histoire
La gare a été inaugurée le 3 novembre 1912 sous le nom de gare de Magarikane. La gare est renommée Takasago en 1913 puis Keisei Takasago en 1931.

## Service des voyageurs

### Accueil
La gare dispose d'un bâtiment voyageurs, avec guichets, ouvert tous les jours.

### Desserte
- Ligne principale Keisei :
  - voie 1 et 2 : direction Aoto (interconnexion avec la ligne Keisei Oshiage pour Oshiage) et Keisei Ueno
  - voies 3 et 4 : direction Keisei Funabashi et l'aéroport de Narita
- Ligne Keisei Aéroport de Narita :
  - voies 3 et 4 : direction l'aéroport de Narita
- Ligne Hokusō :
  - voies 3 et 4 : direction Shin-Kamagaya et Imba Nihon-idai
- Ligne Keisei Kanamachi :
  - voie 5 : direction Keisei Kanamachi